# 阿图岛

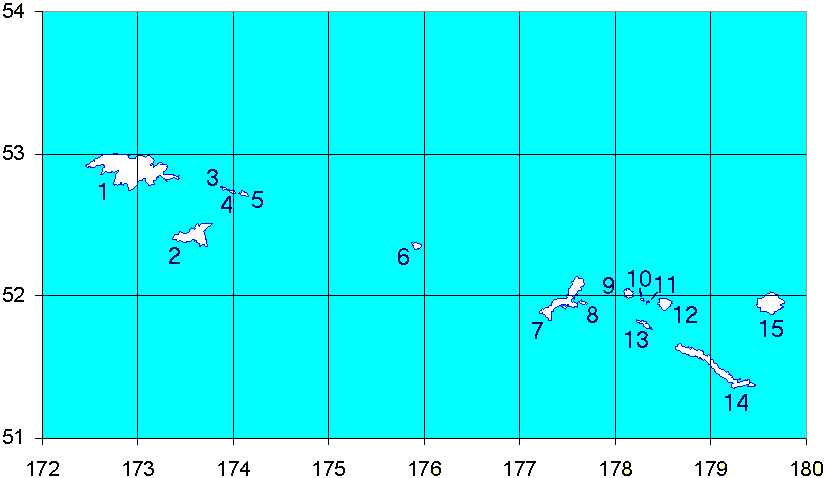
图中1为阿图岛

阿图岛（英語：Attu）是美国阿拉斯加州阿留申群岛中最西端的一个岛屿，目前无人居住。在第二次世界大战中，该岛曾一度被日本占领，称为热田岛。1943年5月，美军为夺回阿图岛在这里与日军展开激战，结果岛上日军被几乎全歼。